# تیپرای جنوبی
تیپرای جنوبی (به لاتین: South Tipperary) یک منطقهٔ مسکونی در جمهوری ایرلند است که در شهرستان تیپراری واقع شده‌است. تیپرای جنوبی ۲٬۲۵۷ کیلومتر مربع مساحت و ۸۸٬۴۳۳ نفر جمعیت دارد.